# 에른스트 베르너 폰 지멘스

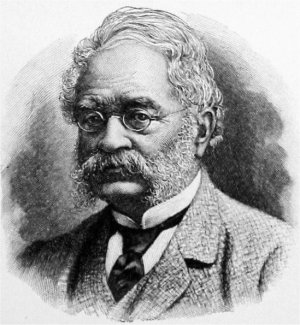
베르너 폰 지멘스

에른스트 베르너 폰 지멘스(Ernst Werner von Siemens, 1816년 12월 13일 ~ 1892년 12월 6일)는 독일의 발명가 또는 물리학자이다. 1841년 금과 은의 전기 도금법을 발명하였으며, 열대 나무의 진을 말린 물질인 구타페르카의 절연성을 발견하여 그것으로 거죽을 싼 전선을 만들었다. 이 전선을 응용하여 베를린과 프랑크푸르트 사이에 독일 최초의 전선을 설치하였다. 1847년 동생과 함께 지멘스 AG를 창립하여 전신·전동 기계 등을 발명 제작하였다. 그는 베를린에 처음으로 전기 철도를 만드는 등 독일의 공업 발전에 크게 이바지하여 공업가로 칭송받았다.

## 같이 보기
- 다이너모
- 전기종
- 전기 기관차
- 발전기
- 엘리베이터
- 트롤리버스